# 內陸低高原
內陸低高原（英語：Interior Low Plateaus）是美國東部的一個自然地理區域。它由多樣化的景觀組成，從阿拉巴馬州北部穿過田納西州中部和肯塔基州一直延伸到伊利諾州南部、印第安納州和俄亥俄州。其自然群落由溫帶森林、林地和大草原組成。

## 概述
內陸低高原是連綿起伏的平原和侵蝕高原所組成的地區，南部為夏雨型暖溼氣候，北部為濕潤大陸性氣候。內陸低高原以其廣泛的喀斯特石灰岩而聞名，其中包括猛獁洞國家公園的洞穴。
該地區從俄亥俄州南部、印第安納州和伊利諾州延伸到田納西州和肯塔基州中部，一直延伸到阿拉巴馬州北部。肯塔基州近65%的土地位於內陸低高原地區，涵蓋從阿巴拉契亞高原西部到田納西河的地區。此地區包括肯塔基藍草和諾布斯地區、肖尼山。